# Neodiphthera aruensis
Neodiphthera aruensis is een vlinder uit de familie nachtpauwogen (Saturniidae), onderfamilie Saturniinae.
De wetenschappelijke naam van de soort is voor het eerst geldig gepubliceerd door U. Paukstadt, L. Paukstadt & Suhardjono in 2003.